# Języki mieszane
Języki mieszane, języki hybrydowe – języki kształtujące się w sytuacji kontaktu językowego, łączące elementy dwóch lub kilku języków. Ich status z perspektywy językoznawstwa historyczno-porównawczego nie został dobrze ustalony. Przeważnie powstają w społecznościach dwujęzycznych.
Na płaszczyźnie strukturalnej i słownikowej języki mieszane dają się sprowadzić do języków źródłowych (przeważnie dwóch), czym różnią się od innych typów języków kontaktowych: pidżynowych i kreolskich. Morfosyntaktyka pochodzi z jednego języka, słownictwo zaś z drugiego. U genezy języków pidżynowych i kreolskich najczęściej stoi szereg różnych języków, i choć korzenie ich słownictwa są łatwe do ustalenia, to ich struktura gramatyczna ma zwykle niejasne, trudne do określenia podłoże. Do wyróżników języka mieszanego należą także inne okoliczności powstawania oraz sposób funkcjonowania w przestrzeni społecznej. O ile języki kreolskie powstają z potrzeby porozumienia się między różnymi grupami ludności, to języki mieszane kształtują się w grupach, które już mają wspólne środki komunikacji. Język mieszany często współistnieje z pokrewnymi mu językami źródłowymi, niekoniecznie spełniając dla danej społeczności rolę języka ojczystego, w przeciwieństwie do języków kreolskich, które są przyjmowane jako prymarne języki etniczne. Języki mieszane służą wyrażaniu nowej tożsamości społecznej lub podtrzymywaniu tożsamości etnicznej w nowym środowisku językowym.
Języki mieszane należą do kategorii języków kontaktowych, podobnie jak języki pidżynowe i kreolskie. Często, choć nie zawsze, języki mieszane są wyraźnie odróżniane od pidżynowych i kreolskich. W innym ujęciu języki pidżynowe i kreolskie rozpatruje się jako typy języków mieszanych. Językami mieszanymi zajmuje się subdyscyplina językoznawstwa – kreolingwistyka. W języku angielskim języki mieszane bywają określane różnymi terminami; poza określeniem mixed languages w użyciu są terminy: split languages, intertwined languages, hybrid languages, fusion languages, fused lects.
Pewien stopień wymieszania wykazują wszystkie języki świata, czego świadectwem jest występowanie zapożyczeń słownikowych (np. w przypadku języka angielskiego jedynie ok. 26% leksyki ma pochodzenie germańskie). Rozróżnienie między językami mieszanymi a językami podlegającymi zjawiskom socjolingwistycznym (kontakt językowy, code switching – przełączanie kodów, zapożyczanie itp.) nie zostało dobrze wypracowane na gruncie lingwistyki. Niektórzy językoznawcy wskazują jednak na istnienie zjawiska mieszania (hybrydyzacji) języków, a języki mieszane uznają za odrębną warstwę języków, skutecznie wymykającą się tradycyjnym teoriom lingwistycznym. Przykładowo V. Velupillai (2015) omawia języki mieszane jako samodzielne i pełnoprawne systemy językowe, stwierdzając, że nie chodzi o prostą modyfikację języków źródłowych czy też jednostkowy code switching. Ich użycie trzyma się bowiem spójnych wzorców (zarówno na poziomie jednostki, jak i zbiorowości), a zmiany następujące w językach źródłowych niekoniecznie znajdują odzwierciedlenie w języku mieszanym. Początkowa dwujęzyczność (znajomość języków źródłowych) może wręcz zostać utracona w późniejszych pokoleniach.
Do postulowanych języków mieszanych lub języków wykazujących pewne cechy hybrydowe należą m.in. następujące języki: miszif (Ameryka Północna; mieszanka języka kri i kanadyjskiej odmiany języka francuskiego), Media Lengua (Ekwador; łączący gramatykę keczua z leksyką hiszpańską), ma’a/mbugu (Tanzania; łączący gramatykę bantu z leksyką kuszycką), pecok i javindo (Indonezja, nakładające cechy gramatyki malajskiej i jawajskiej na holenderską bazę leksykalną), malajski makasarski (Indonezja; łączący leksykę malajską z elementami gramatyki makasarskiej), malajski Sri Lanki (Sri Lanka, łączący leksykę malajską z gramatyką tamilską i syngaleską), tetum/tetun-dili (Timor Wschodni, czerpiący z zasobów austronezyjskiego tetum i zasobów portugalskich, w tym leksyki portugalskiej), wutun (Chiny, łączący leksykę mandaryńską ze strukturą języka amdo), wilamowski (Wilamowice, mieszający pierwotne podłoże germańskie z elementami języka polskiego).
Pod pojęciem języków mieszanych rozumie się też takie odmiany językowe, w których jednocześnie występują składniki języka standardowego (ogólnego) i elementy dialektalne. Kody mieszane wykształciły się chociażby w Polsce, łącząc elementy języka ogólnopolskiego i gwar wiejskich.